# Nordland (Band)
Nordland ist eine Schweizer New-Wave-/Indie-Rock-Band, welche von 1984 bis 1994 existierte und sich 2022 wiedervereinigte. Mit der Single Just Keep It Away (1987) veröffentlichte sie auch einen Song, der sowohl von in-, als auch ausländischen Radiostationen bis in die späten 1990er Jahre wiederholt gespielt wurde.

## Geschichte

### Die Anfänge

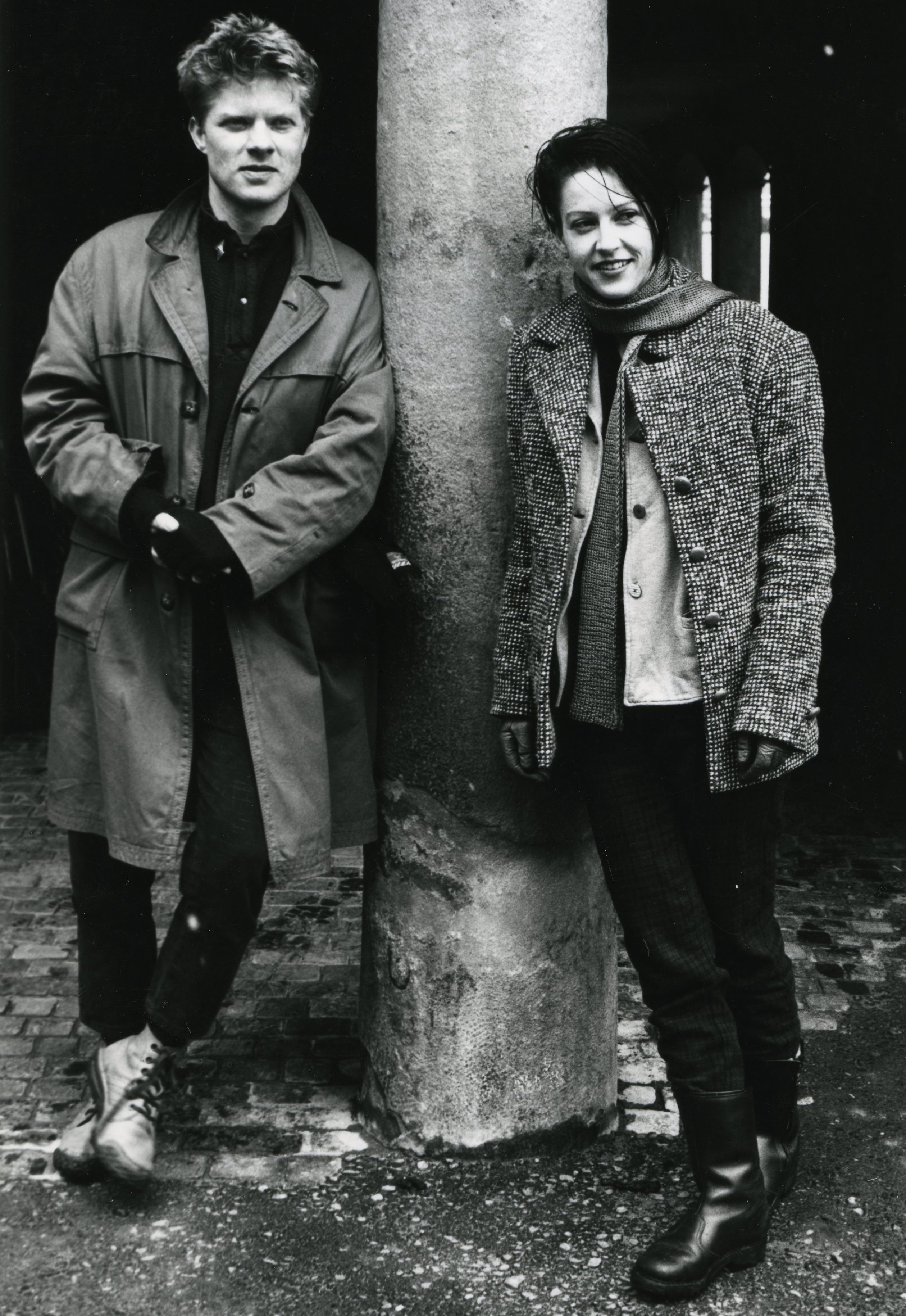
Musikalisches Duo und auch privat ein Paar: Mario Scherrer und Priska Weber alias Nordland

Zu Beginn der 1980er-Jahre lernten sich Mario Scherrer (* 1955) und Priska Weber (* 1956) während der Zürcher Jugendunruhen kennen. Scherrer, der damals Musik an der Universität Zürich studierte, erkannte in der Psychologie-Studentin eine Gleichgesinnte: Beide waren fasziniert vom Punk und verstanden Musik auch als Rebellion gegen die bestehende Ordnung. Weber war musikalische Autodidaktin und kaufte schon bald eine Gitarre, da das Klavier ihren Ansprüchen nicht mehr genügte; Scherrer selbst begeisterte sich seit frühester Jugend für die Verbindung von Klassischer Musik mit Pop (seine erste gekaufte Single war Rain and Tears von Aphrodite’s Child, welche diese zwei Musikgenres verband). Aus diesem Grund orientierte er sich in der Folgezeit stark an den Progressive-Rock-Bands The Nice und King Crimson. Die Faszination, die von der repetitiven Musik des Mittelalters und den polyphonen Gesängen der Renaissance ausging, inspirierte ihn auch zu seinen während der Jahre 1983–1985 entstandenen 17 Titeln, die als Cassette unter dem Titel The Guild veröffentlicht worden sind und 2022 als Vinyl-Doppelalbum (Squares and Crossings) wieder veröffentlicht wurden. Nur gerade Some different Men floss später ins Repertoire von Nordland ein. 1984 beschlossen Scherrer und Weber die Band Nordland zu gründen und begannen schon bald in diversen Kellern von Zürich mit klanglichen Experimenten, Improvisationen und Proben zu ersten selbstgeschriebenen Songs. 1985 schliesslich wagten sie, begleitet von mehreren Besetzungswechseln, erste Auftritte im Freundeskreis.

### EPNordland
1986 stiess Anna Kellenberger (Bass, Synthesizer, Flöte) zu Scherrer und Weber und Nordland hatte als Trio seinen ersten öffentlicher Auftritt: Als Vorgruppe der holländischen Dark-Wave-Band Clan of Xymox spielten sie in der Roten Fabrik in Zürich vor grossem Publikum. Kurz darauf folgten diverse Gigs in und um Zürich. Im Juli desselben Jahres wagten sich die drei Musiker unter dem Management von Marlene Marder (von der Band Kleenex) ins ARTAG-Studio in Zürich um einen ersten Tonträger aufzunehmen. Dabei entstand die Mini-LP Nordland mit vier Tracks. Nach der Veröffentlichung im Herbst schrieb der Züri-Tip: «Monotone, aber betont rhythmische Grundmuster, übermalt mit sparsamen aber klaren, ausgesuchten Klangstrukturen. Und dazu eine tiefe, Leidenschaften andeutende Singstimme. Eine Mischung aus dem Minimalismus der New Order und den Traumlandschaften der frühen Pink Floyd. Musik, die Kälte und Wärme assoziieren lässt, Extreme zusammenbringt.» Nordland trat daraufhin die erste Tournee durch die Schweiz an. Im Anschluss daran trennte sich das Duo von Anna Kellenberger, da sie Musik nur hobbymässig betreiben wollte.

### SingleJust Keep It Away
Im Jahr 1987 gaben Scherrer und Weber, begleitet von Drum-Machine und Sequenzer, einige Konzerte als Duo. Darunter war auch ein vielbeachteter Auftritt am 9. Mai im fribourgischen Musikclub Fri-Son: An diesem Gig, der von DRS 3 live übertragen wurde, spielten Nordland unter anderem zusammen mit The Young Gods. Im Sommer wurde der Schlagzeuger Hermann Eugster, der schon bei Steven Van Zandt Studiodrummer war, Mitglied bei Nordland. Zu dritt ging die Gruppe im Oktober ins Studio, um eine Single aufzunehmen. Just Keep It Away war eine Komposition von Priska Weber und erzählt die Geschichte eines Matrosen, dem der Sinn für jegliche Normalität abhandengekommen ist und der als Realitätsverweigerer schliesslich auf den Hausdächern von Zürich lebt, wo er vom Meer träumt. Die Veröffentlichung der Single mit dem nachfolgend produzierten Musikvideo des Schweizer Fernsehens (gespielt in Ernst Buchmüllers Sendung «Backstage») wurde ein Achtungserfolg mit Ohrwurm-Qualität: Just Keep It Away erhielt bei DRS 3 bis in die späten 1990er Jahre ein Dauer-Airplay und wurde auch von ausländischen Radiomoderatoren, wie zum Beispiel John Peel von der BBC, gespielt.
Konzertausschnitt vom 9. Mai 1987 im Musikclub "Fri-Son". Song: All You Citizensⓘ

### DebütalbumMystery

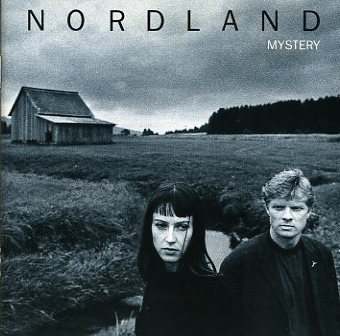
Cover des Nordland-Albums Mystery
(Foto: Christian Känzig)

Nachdem Nordland durch die Single Just Keep It Away einen grossen Bekanntheitsgrad erreicht hatte, tourte die Band 1988 erneut durch die Schweiz. Im Juli trat sie zudem am Jazzfestival in Montreux auf der Platinum-Bühne auf, währenddessen Miles Davis im grossen Saal spielte. In einem Artikel über Nordland hiess es: «Sie werden demnächst live in der Roten Fabrik auftreten. Und was wollen Nordland sonst? ‹Wir möchten besser werden, einfach besser, und träumen von einem Plattenvertrag.› Dieser Traum wäre erfüllbar....» Der Wunsch vom eigenen Plattenvertrag sollte sich nach diesem Auftritt schon bald verwirklichen: Hans-Walter Huggler, Manager von Andreas Vollenweider, sah Nordland bei ihrem Auftritt und nahm die Band daraufhin unter seine Fittiche. Mario Scherrer dazu: «Er kam in die Rote Fabrik und fand uns nicht so gut; aber gut genug, um uns zu nehmen.» Huggler wollte daraufhin Nordlands erstes Album produzieren. Infolge musikalischer Differenzen kam es vor dem Gang ins Studio zur Trennung von Drummer Hermann Eugster in dessen Folge Scherrer und Weber sich entschlossen, fortan mit Gastmusikern zu arbeiten, da sie so mehr musikalische Freiheiten genossen. Vom April bis Juni 1989 fanden die Aufnahmen, unter anderem mit dem Schlagzeuger Jojo Mayer, statt. Im Januar 1990 erfolgte dann die Veröffentlichung der LP/CD Mystery mit neun Tracks, inklusive Just Keep It Away. Die Presse schrieb unter anderem: «Mystery ist ein vielversprechender Anfang. Indem sie sich des Ursprungs besinnen und zu ihrer eigenen Welt stehen, haben sie inmitten des heute herrschenden Stilwirrwarrs einen eigenständigen Weg gefunden. Und dies kommt einem kleinen Wunder gleich.» In einem weiteren Artikel war zu lesen: «Lang ist’s her, da wurde die Single Just Keep It Away des Zürcher Musikerpaares Mario Scherrer und Priska Weber alias Nordland dünn und durchsichtig gespielt. Dann herrschte zwei Jahre lang Funkstille. Doch jetzt wollen es Nordland nochmals wissen: Das Duo hat seine erste LP Mystery eingespielt für das neue Label ‹Impact› von Andreas Vollenweider-Manager Hans-Walter Huggler. [...] Mystery ist ein geheimnisvolles Album. Klassische Versatzstücke dienen als Fundament, auf dem sich filigranes Gitarrenspiel mit einem etwas weltfremden Gesang trifft. Eine Art New-Age-Pop also? Priska Weber zieht ein anderes Etikett vor: ‹Wie wär's mit Märchenmusik?› [...] Nordland sei, so die beiden, wie das mysteriöse Dunkel sibirischer Wälder, die Weiten der schottischen Hochebene und die Zerklüftetheit norwegischer Fjorde. ‹Aber auch die unabwendbare Auseinandersetzung mit der Einsamkeit des Ichs›.» Allerdings wollte sich der Durchbruch nicht einstellen. Priska Weber erinnerte sich acht Jahre später zurück: «Bereits als wir das Studio verliessen, machte sich Unbehagen breit, dass die Musik auf dem Markt nicht ankommt.» Tatsächlich verkaufte sich das Album schlecht und die Hoffnungen auf eine grosse Tournee zerschlugen sich. Noch einmal Weber: «Der Manager verwarf den Löffel, die Tournee kam nicht zustande, und wir mussten uns selber um die Auftritte kümmern.»

### AlbumThree Clouds

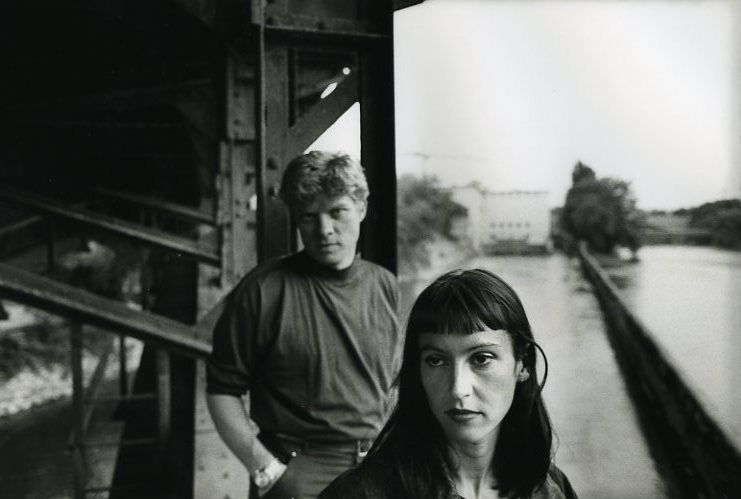
Promotionfoto für das Album Mystery
(Foto: Christian Känzig)

Enttäuscht über die Resonanz und das Management von Mystery beschlossen Scherrer und Weber ab 1991 nur noch als Duo weiterzuarbeiten. Im Winter 1992 zogen die beiden in die Toskana, um weitgehend ungestört von musikalischen Einflüssen, neue Stücke zu schreiben. In Ponte a Poppi richteten sie sich ein eigenes Studio ein, um an ihrem nächsten Album Three Clouds zu arbeiten. Während dieser Zeit meldete sich das Musiklabel Virgin aus Frankreich und zeigte Interesse an einer zukünftigen Zusammenarbeit. Nordland sandte daraufhin mehrere Demobänder der neuen Albums nach Paris. Allerdings scheiterte eine Kooperation infolge fehlender Kompromissbereitschaft: Virgins Vorstellungen von Nordland war Scherrer und Weber zu kommerziell ausgerichtet. Im Juni 1993 erschien dann schliesslich die CD Three Clouds mit zwölf neuen Songs, welche Nordland selbst komponiert, eingespielt, aufgenommen und abgemischt hatte. 1994 entschieden sich Mario Scherrer und Priska Weber, die Band aufzulösen und sich einem gesicherten Erwerbsleben zuzuwenden, da die Einkünfte aus ihrer Musik für ein Künstlerdasein nicht ausreichten. Seit Sommer 2018 leben die beiden Gründungsmitglieder in Italien.
Ausschnitt aus dem Album Three Clouds. Song: An English Tuneⓘ

### Soloprojekt «Ingalill»
Nach der Auflösung von Nordland war es vor allem Priska Weber, die weiterhin Musik machen wollte. Deshalb gründete sie 1993 ihr Soloprojekt Ingalill. Mit Stimme, Gitarre und Synthesizer setzt Weber fortan ihren Kompositionen und Texte in Klangstrukturen um. Unterstützt wurde sie dabei von Mario Scherrer (Bass, Gesang). Sie zeichnete zudem verantwortlich für Aufnahmen, Mix und das Mastering, sowie für die Covergestaltung und den Selbstvertrieb der CDs. Zwischen 1997 und 2015 hatte Ingalill diverse Auftritte im Raum Wil und im Toggenburg.

### AlbumMezzogiorno

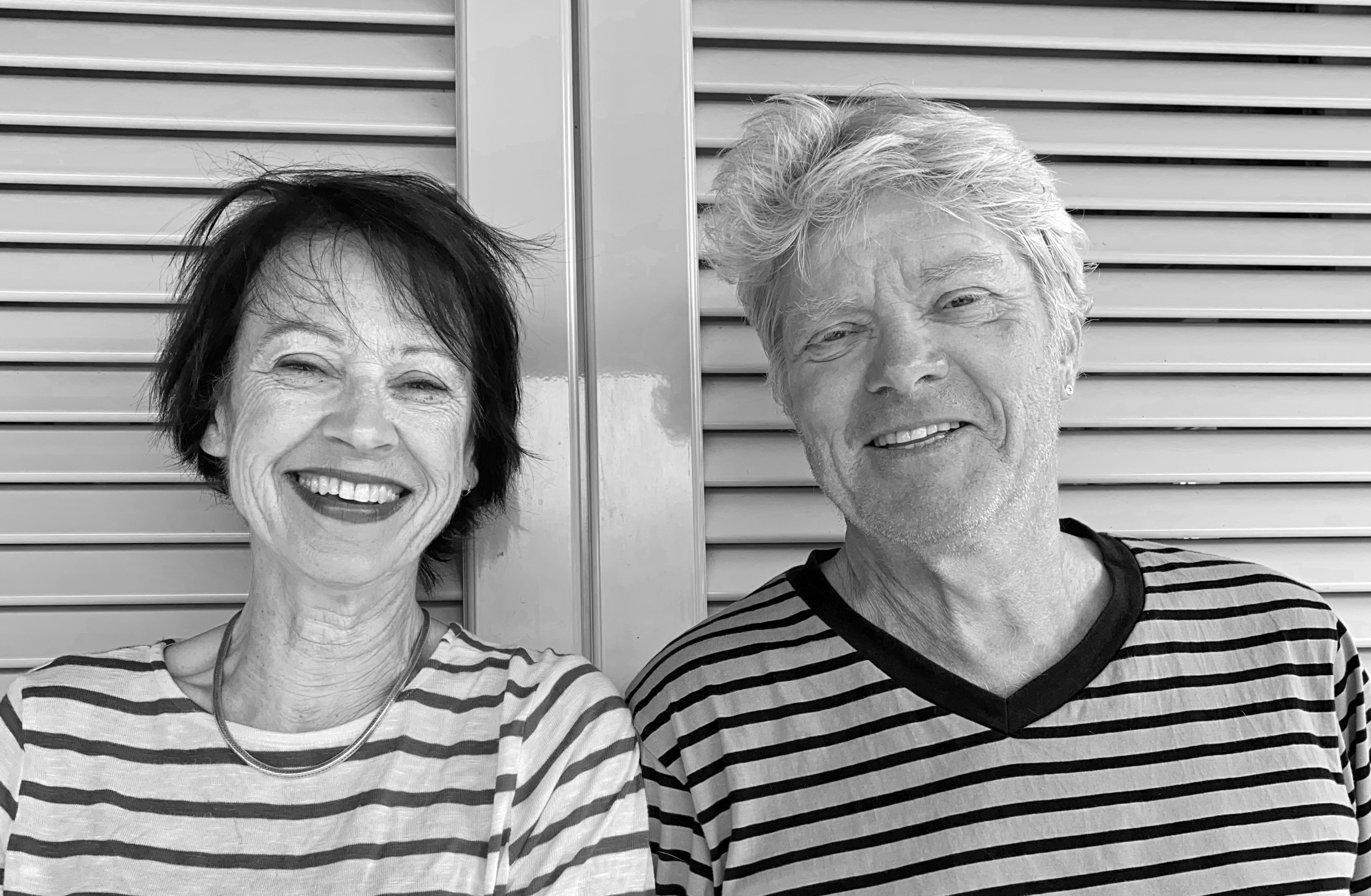
Priska Weber und Mario Scherrer, 2022

Während der Solo-Zeit von Priska Weber war Mario Scherrer bei vielen ihrer Songs als Bassist und bei einigen als Sänger mit dabei. Der Entschluss nach beinahe drei Jahrzehnten wiederum ein gemeinsames Projekt zu veröffentlichen war daher nur folgerichtig. In ihrem Heim-Studio in Italien entstand das vierte Studioalbum Mezzogiorno. Dazu meint Mario Scherrer: «Mezzogiorno ist ein Album, das den Fragen des Seins und der Vergänglichkeit nachgeht. Es offenbart die filigrane Entwicklung im Songschreiben von Priska Weber, sowohl textlich wie auch musikalisch. Deren schöpferische Vielfalt kann beispielhaft an drei Titeln des neuen Albums gezeigt werden. Zum einen sind dies komplexe musikalische Strukturen wie bei Family Systems, die sich sowohl in der Textur als auch in der Instrumentierung offenbaren. Demgegenüber steht Noah - who was he?, einem Song in epischer Breite, einem Lied, das die Unergründlichkeit eines Lebewesens aufgreift. About Passion schliesslich ist ein Abbild des Menschseins, zeigt im Zeitraffer die Vergänglichkeit des Lebens und wurde vom Regisseur Gerold Ebneter in synästhetischem Verfahren visualisiert. Mezzogiorno ist ein Album, das wirkliches Zuhören einfordert!»

## Stil
Der Name Nordland war Programm. Das Duo wollte sich niemals einer stilistischen Einordnung unterziehen oder dem Mainstream verpflichten, obwohl die Erwartungshaltung nach dem Erfolg von Just Keep It Away in Richtung traditionelle Rock-Besetzung (Gitarre, Bass, Schlagzeug) ging. Vielmehr war die musikalische Absicht des Duos auf die Erforschung neuer Klanglandschaften ausgerichtet. Nordland experimentierte mit der neuartigen Sample-Technik, verwob ungewohnte Songstrukturen mit rhythmischen Experimenten, baute filigrane Klangkaskaden und Melodiegewebe zu filmähnlichen Elegien auf, die beim Zuhören episch-melancholische Landschaften erzeugen. Wenn unbedingt ein Stilbegriff verwendet werden kann, dann am ehesten «Klangbilder». Die Düsterheit von Nordland brachte der Züri-Tip 1988 auf den Punkt: «Melancholie liegt wie ein feiner Morgennebel über ihren Songs.» Das neuste Werk Mezzogiorno geht diesen Weg weiter, auch wenn es etwas weniger melancholisch, sondern harscher und griffiger mit dem Klang umgeht.

## Diskografie
Alben von Nordland
- 1986: Nordland (EP)
- 1989: Mystery (CD)
- 1993: Three Clouds (CD)
- 2022: Mezzogiorno (CD / digital)
- 2022: Live at  Fri-Son '87 (digital)[14]

Singles von Nordland

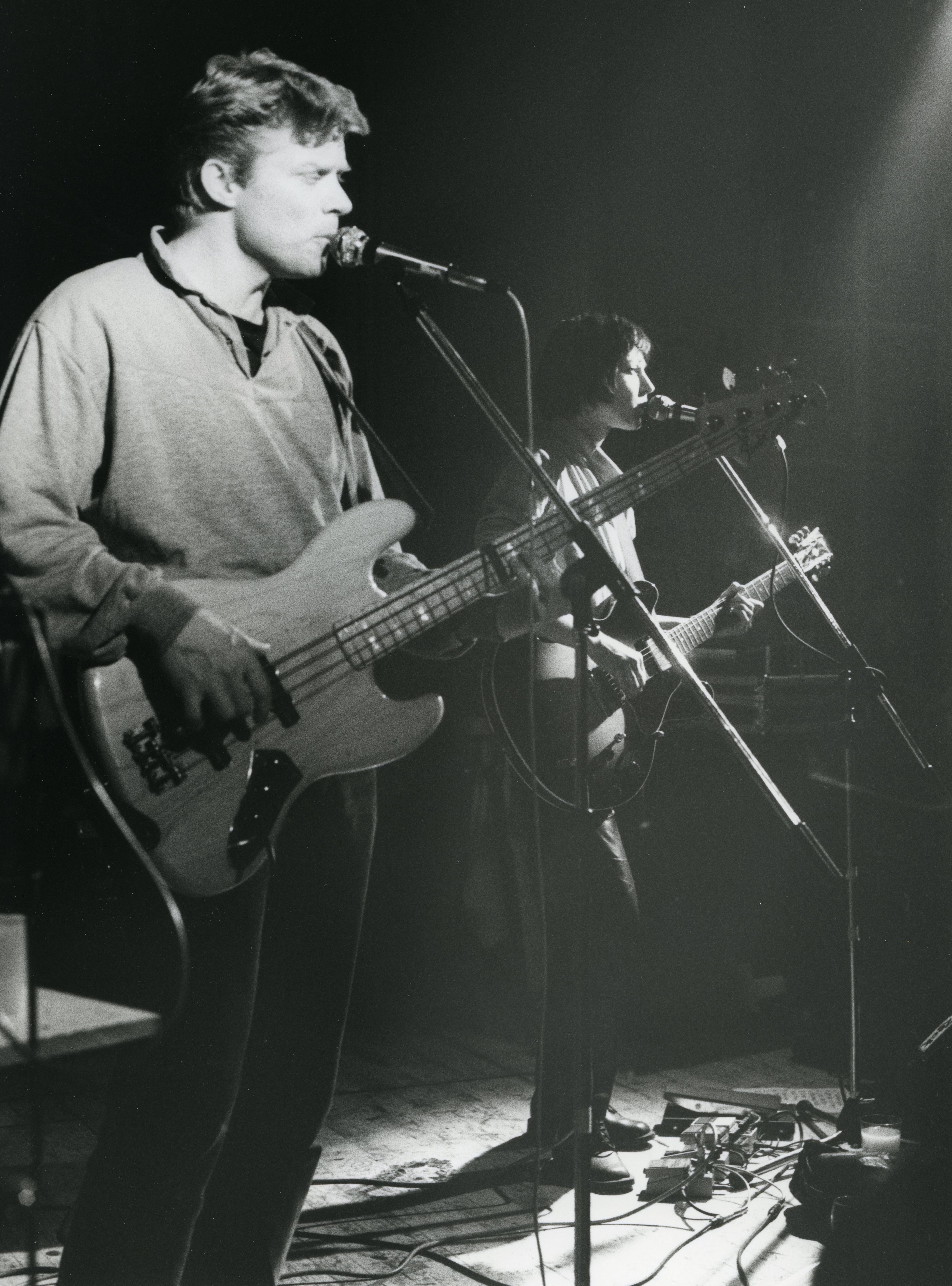
Nordland, 1988
(Foto: Willi Helfenberger)

- 1987: Just Keep It Away / Masquerade
- 1989: Around The Circle’s Ground / Realize

Kompilationen mit Nordland
- 1994: Helvetic Art Compilation → Song: Shades Of Dreams[15]
- 2001: Swiss Kult Hits - Various 2 - 80's Wave → Song: Just Keep It Away
- 2003: Definitiv 2 → Song: Just Keep It Away[16]

Solo-Alben von Mario Scherrer
- 1986: The Guild (Cassette)
- 2022: Squares And Crossings (LP / digital)[17] → Re-Release des Albums The Guild

Solo-Alben von Priska Weber (Ingalill)
- 2001: Strange Range (CD)
- 2003: Outside (EP)
- 2007: Inside (EP)
- 2009: Some Hundred Miles To Go (EP)
- 2014: How Can I Forget (EP)

## Literatur

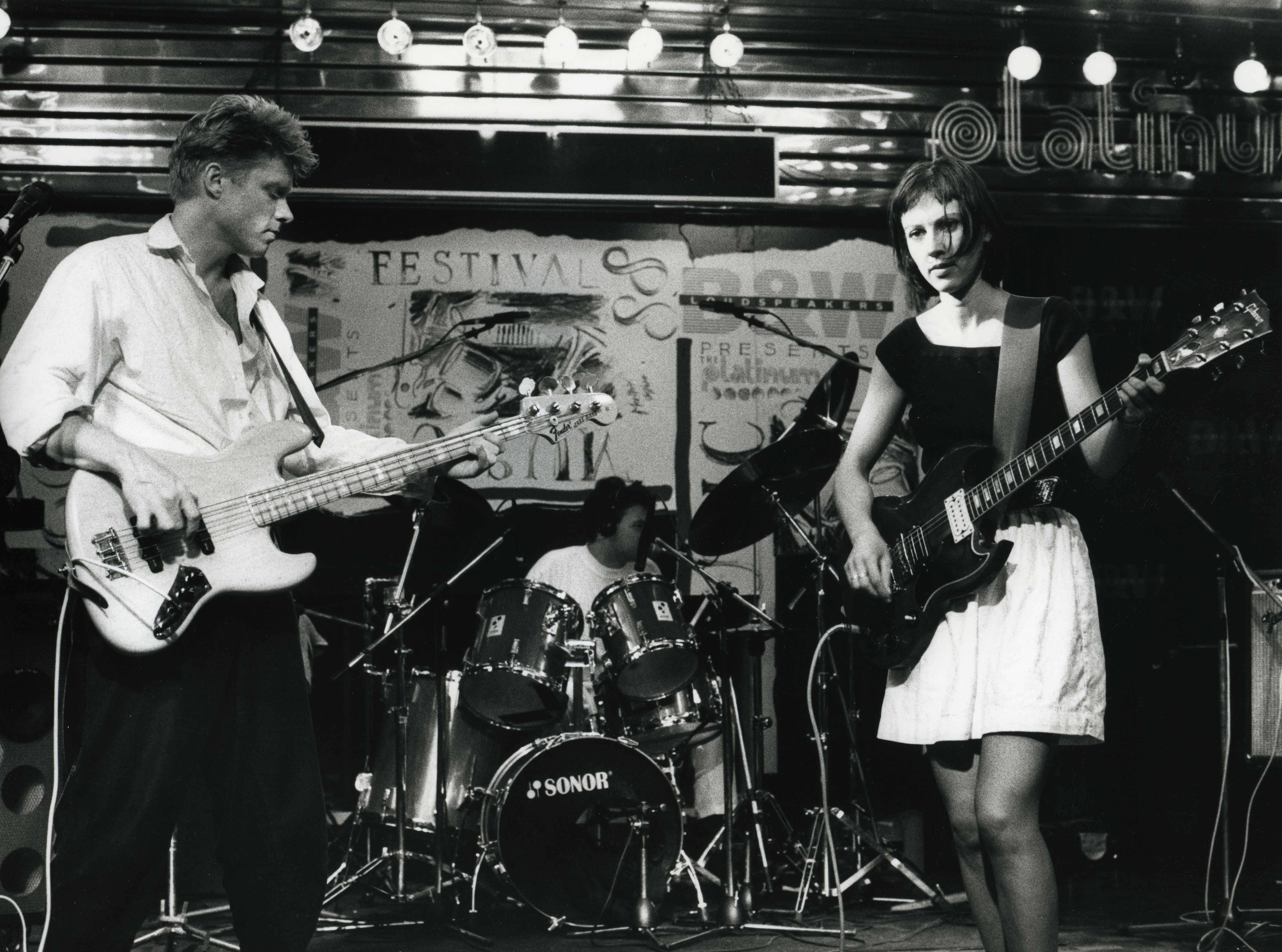
Nordland am Montreux Jazz Festival auf der Platinum-Bühne, 1988
(Foto: Willi Helfenberger)